# Курганский завод колёсных тягачей
ОАО «Русич» — Курга́нский заво́д колёсных тягаче́й и́мени Д. М. Ка́рбышева (ОАО «Ру́сич» КЗКТ) — производитель специальной тяжёлой автомобильной техники, действовавший с 1950 по 2011 годы. Располагался в городе Кургане Курганской области.
Выпускавшиеся данным предприятием автомобили, специальные шасси, седельные тягачи и полуприцепы используются в системе Министерства обороны, а также нефтегазодобывающими компаниями. Кроме этого, балластные тягачи-тяжеловозы применяются для буксировки по аэродромам самолётов массой до 200 т.
28 апреля 2011 года Арбитражный суд Курганской области признал завод банкротом. Производственные мощности ликвидированы. Недвижимость предприятия была частично перепрофилирована.

## История

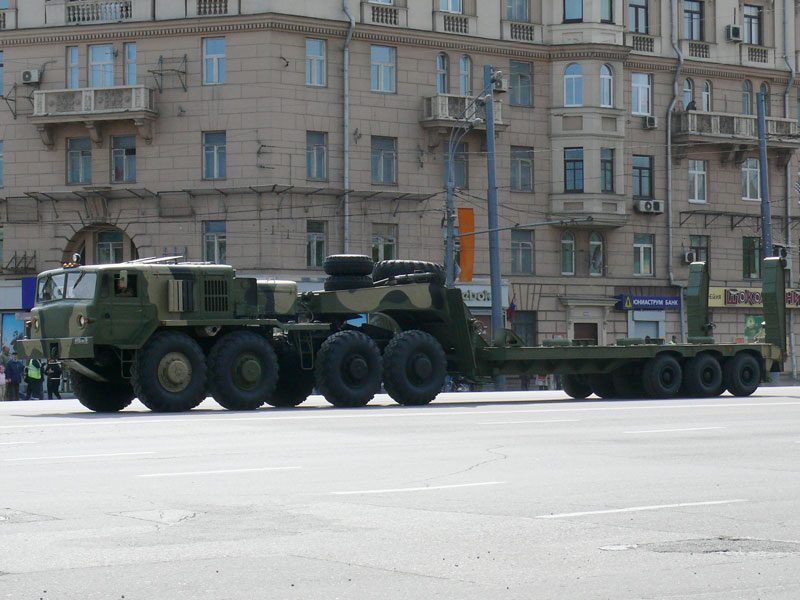
Седельный тягач МАЗ-537 на параде в Москве в 2008 году

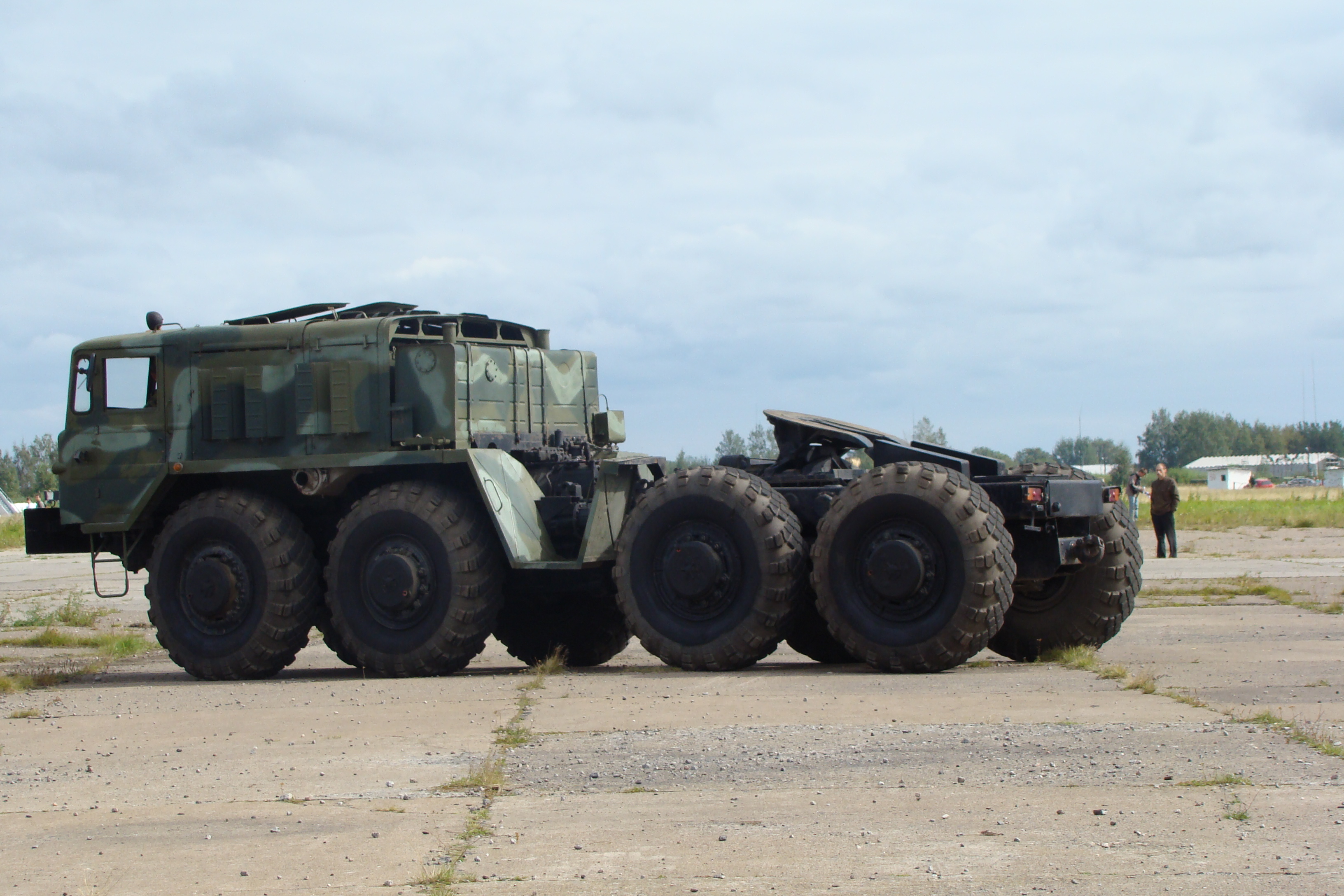
Седельный тягач МАЗ-537

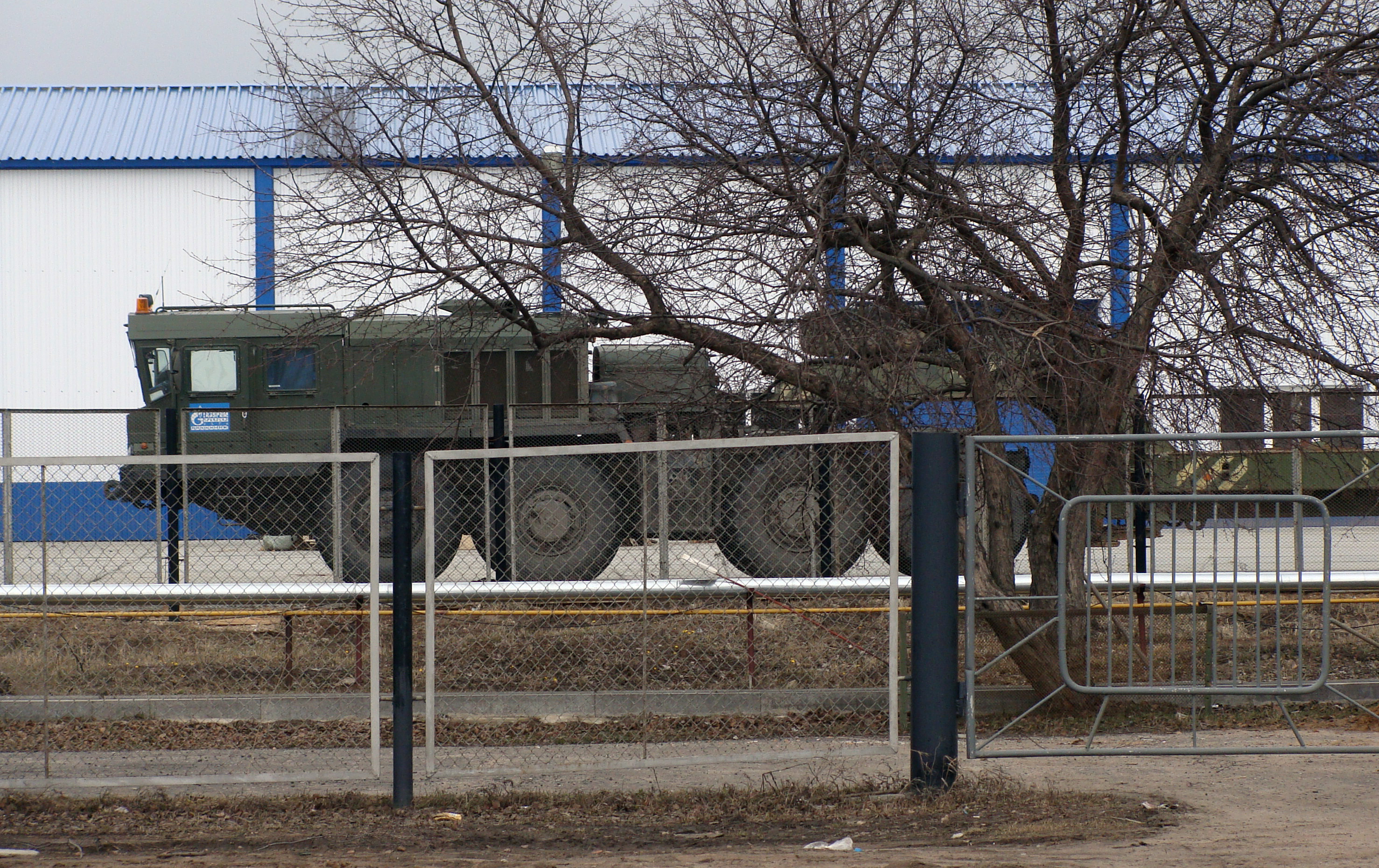
КЗКТ-7428

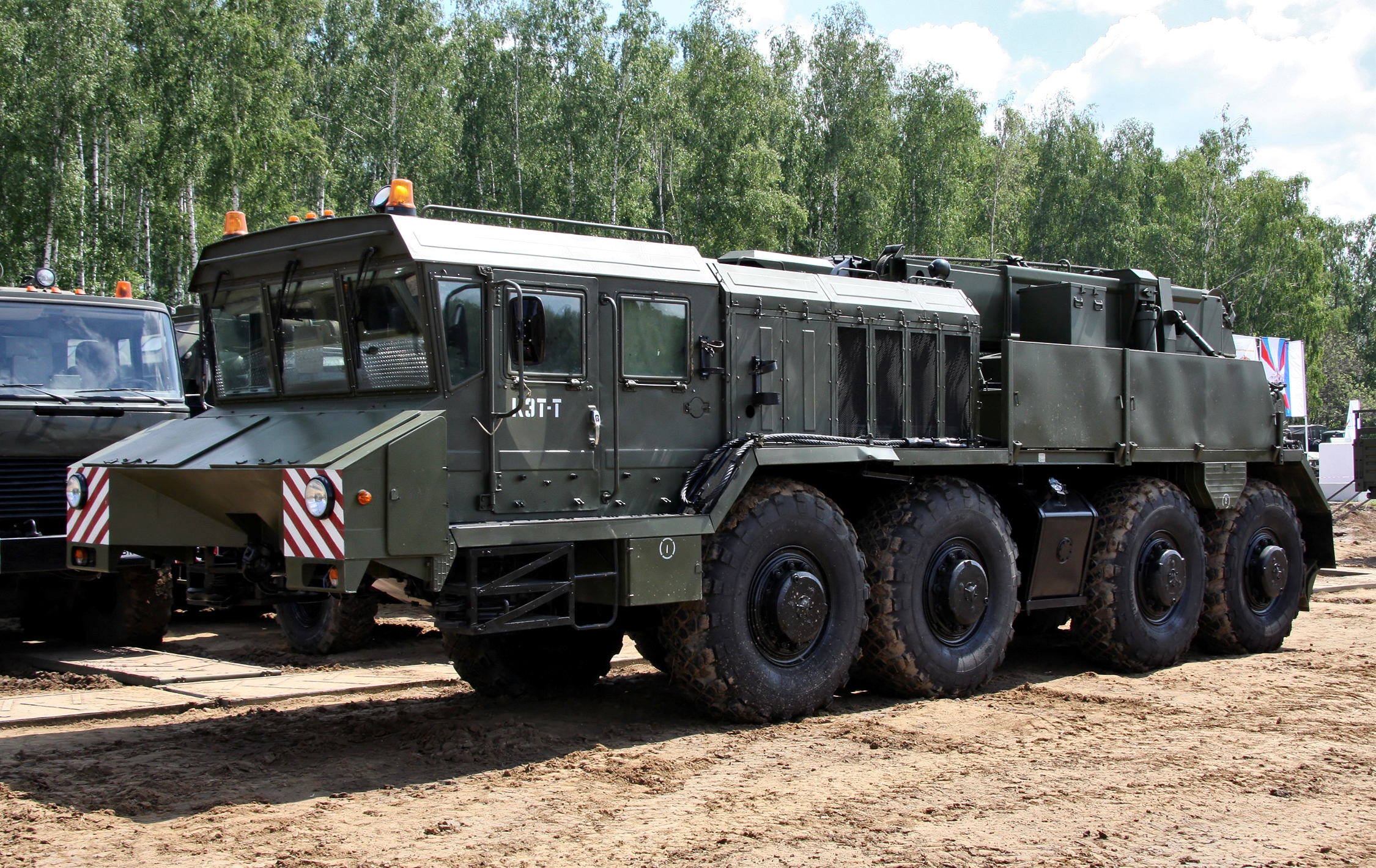
КЗКТ-74281-012

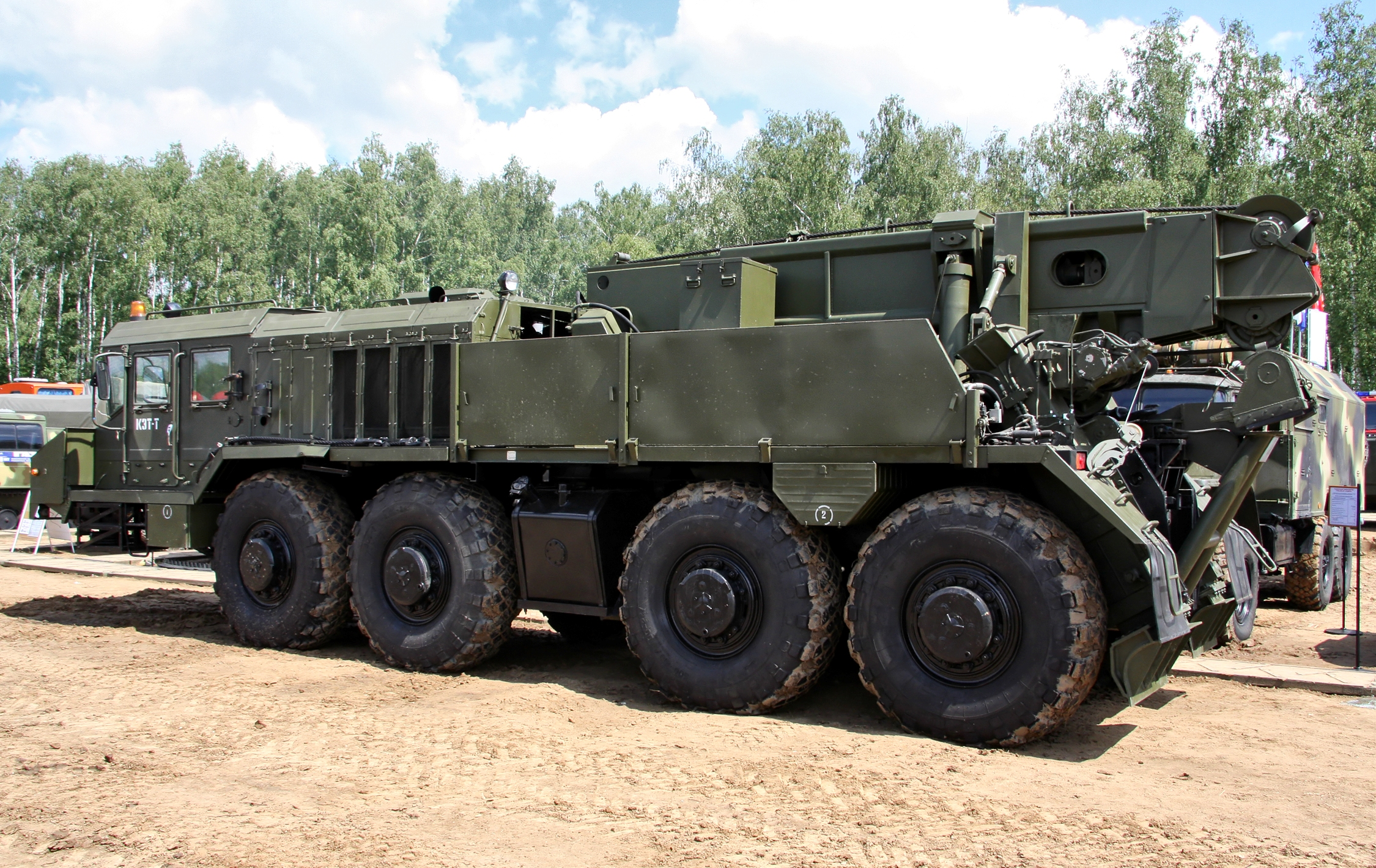
КЗКТ-74281-012

Основан 1 апреля 1950 года в городе Кургане на базе существовавшего с 1941 года предприятия Уралсельмаш и выпускал прессподборщики, бороны, силосорезки, молотилки и др. 
В конце 1950-х годов в конструкторском бюро СКБ-1 при Минском автозаводе под руководством Бориса Шапошника началась разработка специальных колёсных шасси для установки и транспортировки ракет (ракетовозы) получивших индекс 543. Вместе с тем, текущую тогда продукцию цеха опытного производства (ЦОП) СКБ-1 артиллерийские колесные тягачи МАЗ-535 и седельные тягачи для танковозов под индексом 537 надо было продолжать выпускать. В начале 1960-х СКБ-1 передало документацию и оснастку этой техники в Курган.
Переименован в Курганский завод колёсных тягачей (КЗКТ) приказом Министра автотракторной промышленности от 11 июня 1966 года.
В 1970-е — 1980-е годы на заводе работало около 11000 человек (специалисты 219 профессий). Гордостью коллектива был Герой Социалистического Труда Ю. И. Набатников. На заводе выходила многотиражная газета «Заводская жизнь». У КЗКТ были Дворец культуры, Дворец спорта, стадион и бассейн «Дельфин».
С 1976 по 1987 год на предприятии помимо тягачей выпускалась бронетехника — БТР-60ПБ, в 1981 году оно было удостоено ордена Трудового Красного Знамени.

### Постсоветский период
Объём государственного заказа в 1991 году с 91 % упал до уровня 4,5 %. Из-за отсутствия средств отказались от заказанных машин предприятия нефтегазового комплекса, в результате на складах скопилось 286 нереализованных машин. Объём производства в 1993 году снизился на 34,2 %.
10 июля 1993 года зарегистрировано АО «„Русич“ — Курганский завод колёсных тягачей им. Д. М. Карбышева».
В постсоветский период это предприятие неоднократно меняло собственников и неоднократно претерпевало процедуру банкротства. С 2005 года предприятие находилось в процедуре банкротства, кредиторская задолженность превысила 450 млн. руб. В октябре 2005 года «Русич» был признан банкротом.. На завод пришел инвестор, который вложил собственные средства и 12 марта 2007 года завод возобновил работу.
В 2010 году в Арбитражный суд Курганской области поступило заявление от ОАО «ЭнергоКурган» с требованием признания финансового банкротства ОАО «„Русич“ — Курганский завод колёсных тягачей им. Д. М. Карбышева». Определением суда от 24 февраля 2010 года в отношении ОАО «Русич» — КЗКТ было введено внешнее управление на срок 18 месяцев, внешним управляющим утверждён Александр Владимирович Маслаков. Внешний управляющий пришёл к выводу о невозможности исполнения плана внешнего управления до установленного судом срока. В связи с этим 17 марта 2011 года Александр Маслаков обратился в арбитражный суд с ходатайством о досрочном прекращении процедуры внешнего управления и переходе к процедуре конкурсного производства. Арбитражный суд Курганской области 28 апреля 2011 года признал банкротом ОАО «„Русич“ — Курганский завод колёсных тягачей им. Д. М. Карбышева». По плану внешнего управления часть имущества подлежала реализации путём проведения открытого аукциона. 26 ноября 2012 ОАО «Русич» - КЗКТ ИНН 4501017764 ликвидировано на основании определения арбитражного суда о завершении конкурсного производства.

### После прекращения деятельности
К концу 2010-х годов производственная деятельность по профилю предприятия была полностью прекращена, оборудование демонтировано, несколько цехов снесены. Часть цехов и другой недвижимости завода стали торговыми площадками. Крупнейшие: ТРЦ «Гиперсити» (65 тыс. м²) и ТРЦ «Рио» (30 тыс. м²). В здании заводоуправления расположены ПАО «Курганская генерирующая компания» и Энергсбытовая компания «Восток». На части территории (17,1 га, площадь зданий и сооружений 58 тыс. м²) в настоящее время располагается Курганский индустриальный парк, ведётся выпуск энергетического оборудования и труб для теплоэнергетики.

## Продукция

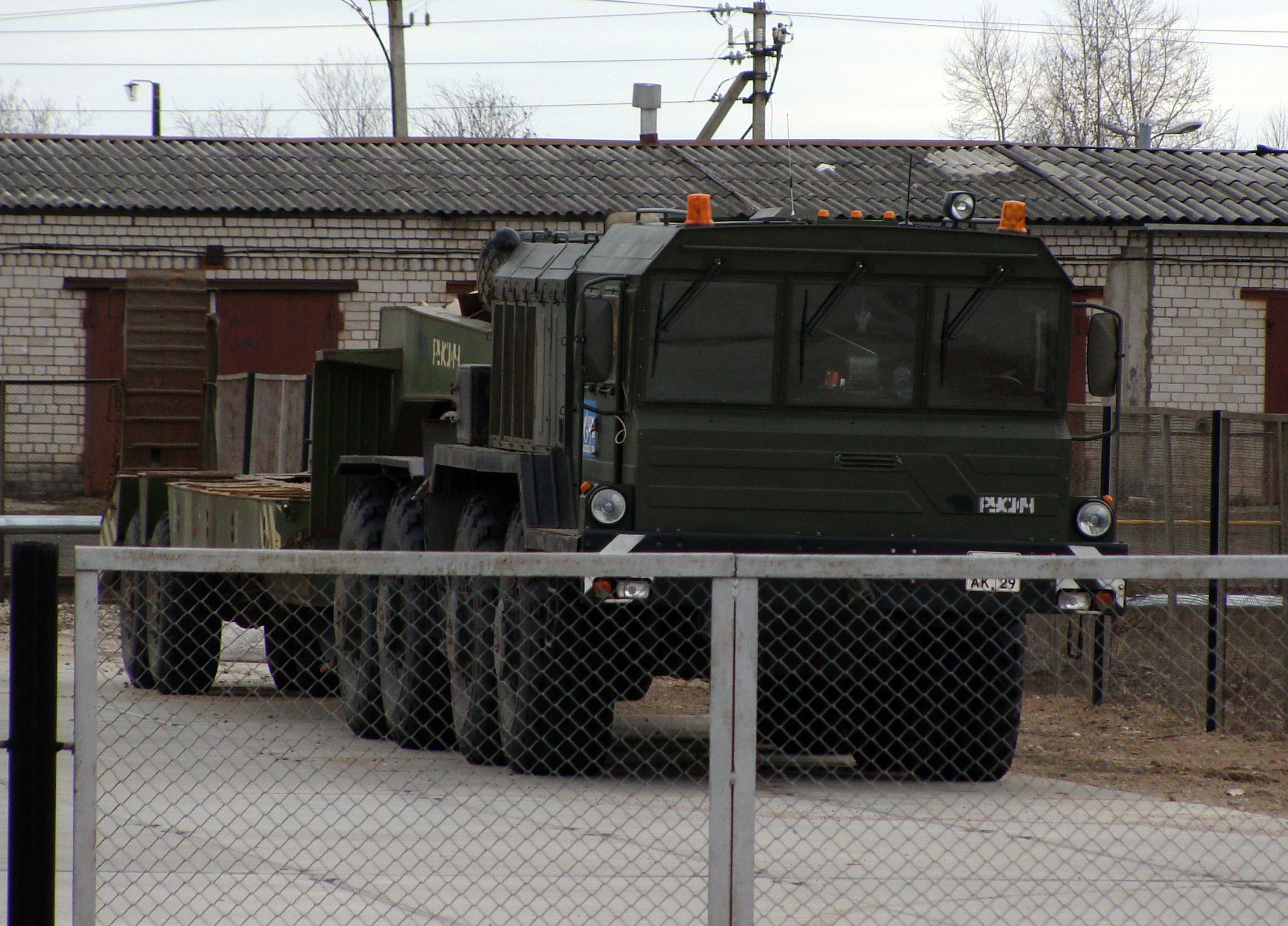
Седельный тягач «Русич»

Завод выпускал тягачи КЗКТ с колёсной формулой 8x8, полная масса буксируемого полуприцепа до 100 т, балластные тягачи для буксировки прицепов массой до 80 т и самолётов массой до 200 т; полуприцепы для транспортировки грузов до 80 т. Завод располагал собственным литейным производством.
- БТР-60
- Автомобиль МАЗ-535 (с 1961 года)[8]
- Седельный тягач МАЗ-537 (с 1963 или 1964 года)
- Седельный тягач КЗКТ-545
- Седельный тягач КЗКТ-7428 «Русич» (разработан КБ завода)[9]
- Специальное колёсное шасси КЗКТ-8005

## Руководство
Директорами завода были:
- 1950—1952 Сабельников А. Д.
- 1952—1961 Конов А. И.
- 1961—1971 Кетов, Георгий Мартиянович
- 1971—1984 Кондратьев, Григорий Иванович
- 1984—1986 Белозеров, Леонид Григорьевич
- 1986—1989 Павлов, Павел Васильевич
- 1989—1995 Нечаев, Владимир Васильевич
- C 1996 Черва, Борис Максимович
- С 2007 Куликов Константин Викторович

Внешний управляющий:
- 2005—2007 Варыгин, Алексей Анатольевич
- 24 февраля 2010 — 10 мая 2011 Маслаков, Александр Владимирович

Председатель наблюдательного совета 
- 2007—? Биков, Артём Эльбрусович

Конкурсный управляющий:
- 10 мая 2011 — 26 ноября 2012 Маслаков, Александр Владимирович

Директор ООО «КЗКТ»:
- С февраля по март 2008 года Тяжельников, Вячеслав Михайлович
- C февраля 2010 года по ? Замяткин, Юрий Алексеевич

Директор ООО "Кузнечно-прессовый завод «Русич»:
- С марта 2008 по февраль 2010 года Тяжельников, Вячеслав Михайлович
- С 15 сентября 2010 по 9 ноября 2012 — конкурсный управляющий Варшавский, Григорий Борисович

## Адрес
Россия, 640003, г. Курган, ул. Тимофея Невежина, 3